# Stipe Ukich
Stipe Josip Ukich (* 3. Januar 2007 in Auckland) ist ein neuseeländisch-kroatischer Fußballspieler.

## Karriere

### Klub
Aus der Jugend des Auckland City FC ging er Anfang 2023 erst in deren U23-Mannschaft über und im August desselben Jahres in den Kader der ersten Mannschaft. Bereits zuvor schon kam er für die Mannschaft in der OFC Champions League zum Einsatz. Sein Debüt in der Liga gab er am 9. August 2023 bei einem 2:0-Sieg über die Hamilton Wanderers, als er in der 85. Minute für Joseph Lee eingewechselt wurde. Am Ende der Spielzeit gewann er mit seinem Team den Meistertitel und wurde auch beim Interkontinental-Pokal 2024 eingesetzt.
Anfang Januar 2025 wechselte er zum NK Istra 1961 nach Kroatien, wo er erst einmal für die U19 eingeplant ist.

### Nationalmannschaft
Mit der neuseeländischen U17 nahm er unter anderem an der Weltmeisterschaft 2023 teil und kam in jedem der drei Gruppenspiele seiner Mannschaft zum Einsatz. Danach debütierte er für die U20, mit welcher er an der Ozeanienmeisterschaft 2024 teilnahm und mit ihr den Titel gewann. Er erzielte im Turnierverlauf zwei Treffer.